# 붉은간토기

붉은간토기

붉은간토기는 신석기 시대, 청동기 시대에 사용된 토기이다. 홍도(紅陶)라고도 한다.
청동기 시대 유적인 고인돌, 돌널무덤, 집터에서 주로 발견되며, 남해안 지방에서는 신석기 시대 유적에서도 출토된다.
토기의 성형이 완료되면 표면에 산화철을 바르고 반들거리게 문지른 후 구워서 제작했다.
형태는 발(鉢)형, 항아리형, 접시형, 두(豆)형 등으로 매우 다양하다.

## 같이 보기
- 한국의 신석기 시대
- 한국의 청동기 시대